# 万木かぶ
万木かぶ（ゆるぎかぶ）とは、滋賀県高島市安曇川町西万木原産の赤かぶである。
根部は直径10cm程度の球形で、肉質は柔らかすぎず堅すぎず、表面のつやのある紅色と中の白色のコントラストが美しいことで知られる滋賀県の伝統野菜の一つである。

## 脚註
1. ↑  滋賀）冬の風物詩・万木かぶのはさ掛け　ＪＡ直売所（朝日新聞デジタル版　 2018年11月27日 03時00分配信）　2020年11月23日閲覧
2. 1 2  滋賀のおいしいコレクション　＞　食材紹介　＞　万木かぶ（ゆるぎかぶ）（滋賀県）2021年1月3日確認
3. ↑  赤カブの甘味ギュギュっと　伝統野菜を天日干し　滋賀・彦根（京都新聞　2020年11月20日07:30配信）配信日に閲覧